# Adam Kuhn
Adam Kuhn, född 28 november 1741 i Germantown, Pennsylvania, död 5 juli 1817, var en amerikansk botaniker.
Kuhn vistades 1761–1765 i Uppsala som Carl von Linnés lärjunge ("den ende amerikanen"), och blev medicine doktor i Edinburgh på avhandlingen De lavatione frigida, vilken han tillägnade Linné. Han blev 1768 professor i botanik och materia medica vid det college, som sedermera blev University of Pennsylvania i Philadelphia. "Han var Amerikas förste professor i botanik." Han övergav efter en tid naturvetenskaperna, ägnade sig åt medicin och var professor i medicin till 1797. Han var en av grundläggarna av College of Physicians of Philadelphia (1787).